# Jerry und Marge – Die Lottoprofis
Jerry und Marge – Die Lottoprofis (Originaltitel: Jerry & Marge Go Large) ist ein US-amerikanisches Comedy-Drama des Regisseurs David Frankel aus dem Jahr 2022. Der Film basiert auf einem 2018 erschienenen Artikel des Journalisten Jason Fagone in der HuffPost.
Seine Premiere feierte der Film auf dem Tribeca Film Festival am 15. Juni 2022. Zwei Tage später, am 17. Juni 2022, erfolgte die Veröffentlichung auf dem Streamingdienst Paramount+. In Deutschland ist der Film seit dem 31. Dezember 2022 über den deutschen Ableger von Paramount+ abrufbar.

## Handlung
Das Ehepaar Jerry und Marge Selbee lebt in Evart, Michigan. Jerry geht in den Ruhestand, nachdem er 42 Jahre als Produktionsbandleiter gearbeitet hat. Eines Tages entdeckt Jerry ein Schlupfloch, um wiederholt die örtlichen WinFall-Lotterien in Michigan und dann in Massachusetts zu gewinnen. Indem er eine beträchtliche Anzahl an Lotterielosen kauft, gewinnt er mehr, als er anfangs eingesetzt hat. Jerry und Marge beschließen, das Preisgeld zu verwenden, um ihre Heimatstadt Evart wiederzubeleben.

## Produktion
Im April 2018 wurde berichtet, dass Levantine Films und Netter Films eine Verfilmung von Jason Fagones HuffPost-Artikel „Jerry and Marge Go Large“ produzieren wollen, wobei Brad Copeland das Drehbuch schreiben würde. Im Juni 2021 wurde bekannt gegeben, dass Paramount+ grünes Licht für den Film gegeben hatte, der von David Frankel inszeniert und mit Bryan Cranston und Annette Bening in den Hauptrollen besetzt werden sollte.
Cranston las das Skript inmitten des COVID-Lockdowns, in welchem er sich „sehr eingeschränkt und von den Menschen abgetrennt fühlte“. Deshalb beschloss er die Rolle zu übernehmen, da er etwas tun wollte, „was die Stimmung der Menschen hebt“.
Nach eigener Aussage sah Cranston in seinem Part die moralische Antithese zu seiner Darstellung des Drogenbosses Walter White in Breaking Bad, „der seinen ähnlich anspruchsvollen Intellekt dafür einsetzte, um ein kriminelles Superhirn zu werden.“ Vor Beginn des Filmdrehs verbrachten beide Hauptdarsteller einige Tage mit dem echten Ehepaar Selbee, um sich akkurat auf ihre Rollen vorzubereiten und „die Essenz der Menschen zu empfangen, die sie gerade betrachten“. Regisseur Frankel hielt die „Idee zweier Menschen über 60, die ein neues Abenteuer für sich entdecken und dadurch ihre Beziehung und ihre Stadt neu beleben, für das perfekte Gegenmittel gegen die Pandemie“.
Die Dreharbeiten begannen im Juli 2021 in Georgia. Der Film wurde vollständig in der Region um Atlanta gedreht, wobei man mehrere Vororte nutzte, um die Kleinstadt darzustellen, in der die Selbees beheimatet sind. Rainn Wilson, Larry Wilmore und Jake McDorman schlossen sich im gleichen Monat der Besetzung an. Im August 2021 vervollständigten Uly Schlesinger, Michael McKean, Anna Camp und Ann Harada die Schauspielriege.

## Synchronisation
Die deutsche Synchronisation entstand unter der Dialogregie von Dorothee Muschter im Auftrag der Splendid Synchron GmbH, Berlin.
| Darsteller      | Synchronsprecher  | Rolle          |
| --------------- | ----------------- | -------------- |
| Bryan Cranston  | Joachim Tennstedt | Jerry Selbee   |
| Annette Bening  | Traudel Haas      | Marge Selbee   |
| Uly Schlesinger | Julian Tennstedt  | Tyler Langford |
| Larry Wilmore   | Bernd Vollbrecht  | Steve Woods    |
| Jake McDorman   | Armin Schlagwein  | Doug Selbee    |
| Tracie Thoms    | Elisa Bannat      | Maya           |
| Michael McKean  | Rainer Gerlach    | Howard         |
| Ann Harada      | Karin David       | Shirley        |

## Kritiken
Auf Rotten Tomatoes bekam Jerry und Marge – Die Lottoprofis eine Bewertung von 67 %, basierend auf 57 Kritiken. Bei Metacritic erhielt der Film eine Zustimmungsrate von 52 von 100 möglichen Punkten, basierend auf 11 Kritiken.
Benjamin Lee schrieb in The Guardian vom 17. Juni 2022, Bryan Cranston würde die meiste Zeit im Film schlafwandeln („Bryan Cranston … mostly sleepwalks here“). Es sei zwar schön zu sehen, dass Annette Bening so viel Screentime bekomme, jedoch sei es frustrierend, dass sie für so etwas Langweiliges verschwendet wird („while it’s always good to see Bening get this much screen-time, it’s frustrating to see it squandered on something quite so bland“). Weiterhin sei alles so langweilig wie ein Arbeitstag in der Fabrik („it’s all about as pedestrian as a day’s work at the factory“).
Brian Tallerico bemängelt in seiner Kritik auf RogerEbert.com vom 17. Juni 2022 die Ausrichtung des Films ab dem erstmaligen Auftreten des Antagonisten. Die Probleme würden mit der Einführung der Harvard-Studenten beginnen, die ebenfalls dem Schlupfloch in der Lotterie auf die Spur gekommen sind. Alles beginnt sich so kalkuliert anzufühlen wie Jerrys Plan, noch vor den letzten Szenen, die einem klarmachen, dass diese Geschichte nicht wirklich genug zu bieten hat, um einen Spielfilm darüber zu rechtfertigen („Everything starts to feel as calculated as Jerry’s plan, even before the final scenes that make one realize there wasn’t really enough to this story to justify a feature telling of it“).